# Monastère de Longwu
Le temple de Longwu (chinois : 隆务寺 ; pinyin : lóngwù sì) dont le nom complet est monastère de Rong Gonchen (隆务贡德钦却科尔林, lóngwù gòngdéqīn quèkē ěrlín), également appelé Wutun le Bas, Longwusi,  Rongwu ou Rongwo, est un monastère du bouddhisme tibétain situé dans le comté de Tongren, préfecture autonome tibétaine de Huangnan, province du Qinghai, en République populaire de Chine (aussi appelé la ville de Rebkong dans l'Amdo par certains Tibétains) et se trouve à 186 km de Xining.
Le monastère est inscrit dans la 4e liste des sites historiques et culturels majeurs protégés au niveau national pour le Qinghai, sous le numéro de catalogue 4-187.

## Description

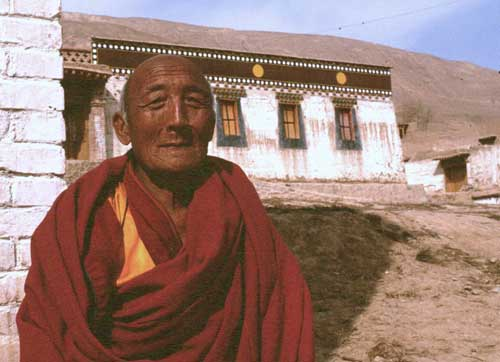
Moine au monastère de Rong Gonchen

Le grand monastère est situé à l'extrémité sud-ouest de la ville de Longwu et possède plusieurs douzaines de salles et des milliers de cellules de moine. Le grand hall a un nombre de statues spectaculaires de Shakyamuni et d'autres, y compris une statue dorée de 11 mètres du fondateur, Tsongkhapa sur une table de 26 mètres de circonférence. C'est le lieu de naissance des jeux tibétains de Amdo avec des spectacles qui sont tenus à divers moments. 
Le temple de Longwu, qui suit l'école Gelugpa, est un centre réputé de peintures de thangka tibétaines. Les arts Regong ont été inscrits en 2009 sur la liste représentative du patrimoine culturel immatériel de l’humanité.
Il a été fondé en 1301 par des membres du Sakyapa, puis reconstruit par Sanmudan Renqin (三木旦仁钦) et son frère cadet Luozhe Senge (罗哲森格), en 1462 est aujourd'hui le plus vaste temple Gelugpa de la province du Qinghai recouvrant environ 100 hectares.

## Histoire

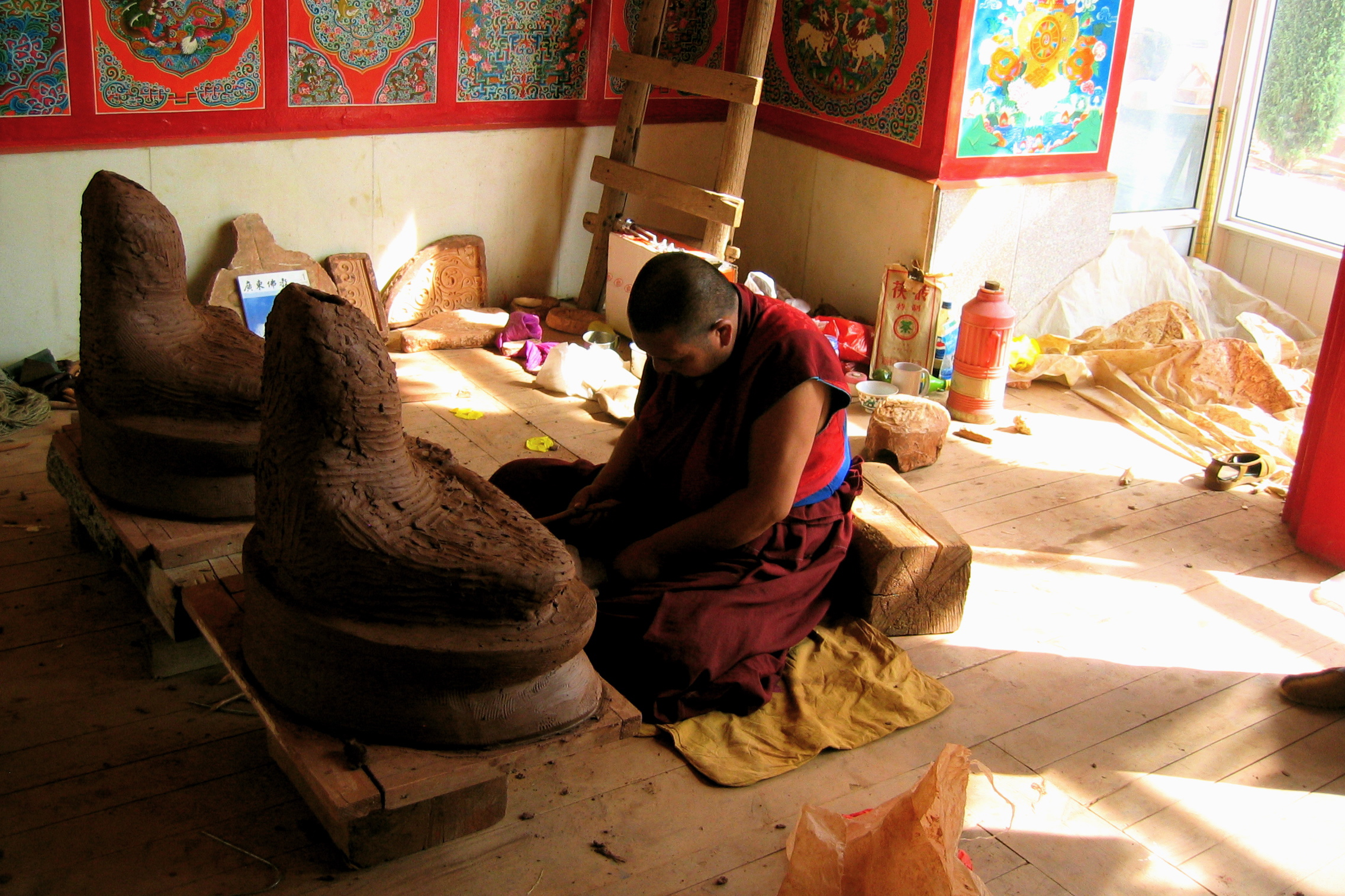
Moine sculptant des statues bouddhistes en bois. Des thangka sont visibles au fond

Le temple, construit en 1301 (5e année Dade (zh) (大德), dynastie Yuan) est à l'origine un temple de l'école sakya (doctrine choisie par le khagan Kubilai Khan pour la Chine).
En 1370 (3e année Hongwu (zh) (洪武), dynastie Ming), il est approuvé par le gouvernement central.
En 1462, Sanmudan renqin (三木旦仁钦) reconstruit le temple, son frère cadet, Luozhe Senge (罗哲森格) l'aide à la reconstruction et sera ensuite nommé au gouvernement. L'empereur Ming Xuanzong l'appelle « Guoshi Vaste construction, réalisation merveilleuse » (弘修妙悟国师).
Selon le TCHRD, le 17 avril 2008, la police a arrêté et maltraité des moines du monastère de Rong Gonchen de Rebkong, et a sévèrement battu Alak Khasutsang, l’ancien lama du monastère âgé de 80 ans qui tentait d’apaiser les tensions entre les manifestants et la police, entraînant un traumatisme crânien et son hospitalisation en urgence à Xining. Les membres cassés, il fut transporté à l'hôpital de Xining. Un certain nombre des moines du monastère furent arrêtés dans les suites des troubles au Tibet en mars 2008,. 
Alors que plusieurs Tibétains se sont immolés depuis mars 2011, le 14 mars 2012, Jamyang Palden, 38 ans, s'est immolé au monastère de Rongwo. Il a été apporté à l'hôpital par les autorités avant d'être remis au monastère,